# Élections législatives de 2002 en Guyane
Les élections législatives françaises de 2002 se déroulent les 9 et 16 juin. Dans le département de la Guyane, deux députés sont à élire dans le cadre de deux circonscriptions.

## Élus
| Circonscription | Député sortant     | Parti | Parti   | Député élu ou réélu | Parti | Parti   |
| --------------- | ------------------ | ----- | ------- | ------------------- | ----- | ------- |
| 1re             | Christiane Taubira |       | Walwari | Christiane Taubira  |       | Walwari |
| 2e              | Léon Bertrand      |       | RPR     | Léon Bertrand       |       | UMP     |

## Résultats

### Résultats à l'échelle du département
| Parti                                      | Parti                                                 | Premier tour | Premier tour | Second tour | Second tour | Sièges |
| Parti                                      | Parti                                                 | Voix         | %            | Voix        | %           | Sièges |
| ------------------------------------------ | ----------------------------------------------------- | ------------ | ------------ | ----------- | ----------- | ------ |
|                                            | Walwari                                               | 5 045        | 29,77        | 7 879       | 45,97       | 1      |
|                                            | Parti socialiste guyanais                             | 2 277        | 13,44        |             |             | 0      |
|                                            | Divers gauche                                         | 398          | 2,35         | 0           |             |        |
|                                            | Pôle républicain                                      | 61           | 0,36         | 0           |             |        |
|                                            | Gauche parlementaire                                  | 7 781        | 45,91        | 7 879       | 45,97       | 1      |
|                                            |                                                       |              |              |             |             |        |
|                                            | Union pour un mouvement populaire                     | 6 492        | 38,31        | 9 259       | 54,03       | 1      |
|                                            | Divers droite                                         | 442          | 2,61         |             |             | 0      |
|                                            | Union pour la démocratie française                    | 308          | 1,82         | 0           |             |        |
|                                            | Majorité présidentielle                               | 7 242        | 42,73        | 9 259       | 54,03       | 1      |
|                                            |                                                       |              |              |             |             |        |
|                                            | Mouvement de décolonisation et d'émancipation sociale | 1 199        | 7,07         |             |             | 0      |
|                                            | Front national                                        | 406          | 2,40         | 0           |             |        |
|                                            | Régionaliste                                          | 207          | 1,22         | 0           |             |        |
|                                            | Mouvement national républicain                        | 97           | 0,57         | 0           |             |        |
|                                            | Divers                                                | 16           | 0,09         | 0           |             |        |
|                                            |                                                       |              |              |             |             |        |
| Inscrits                                   | Inscrits                                              | 51 785       | 100,00       | 51 784      | 100,00      | 2      |
| Abstentions                                | Abstentions                                           | 34 209       | 66,06        | 33 602      | 64,89       |        |
| Votants                                    | Votants                                               | 17 576       | 33,94        | 18 182      | 35,11       |        |
| Blancs et nuls                             | Blancs et nuls                                        | 628          | 3,57         | 1 044       | 5,74        |        |
| Exprimés                                   | Exprimés                                              | 16 948       | 96,43        | 17 138      | 94,26       |        |
| Source : Ministère de l'Intérieur - Guyane |                                                       |              |              |             |             |        |

### Résultats par circonscription

#### Première circonscription (Cayenne)
| Candidat       | Candidat                           | Parti            | Premier tour | Premier tour | Second tour | Second tour |  |
| Candidat       | Candidat                           | Parti            | Voix         | %            | Voix        | %           |  |
| -------------- | ---------------------------------- | ---------------- | ------------ | ------------ | ----------- | ----------- |  |
|                | Christiane Taubira sortante réélue | Walwari (PRG)    | 2 992        | 50,44        | 3 927       | 65,27       |  |
|                | Rémy-Louis Budoc                   | UMP              | 1 040        | 17,53        | 2 090       | 34,73       |  |
|                | Nicaise Joseph                     | PSG              | 924          | 15,58        |             |             |  |
|                | Jean-Victor Castor                 | MDES             | 539          | 9,09         |             |             |  |
|                | George Habran-Méry                 | UDF              | 248          | 4,18         |             |             |  |
|                | Sylviane Siger                     | Pôle républicain | 61           | 1,03         |             |             |  |
|                | Robert Euryale                     | UDF              | 60           | 1,01         |             |             |  |
|                | Marie-Noëlle Larrouy               | MNR              | 52           | 0,88         |             |             |  |
|                | André Roussel                      | Divers           | 16           | 0,27         |             |             |  |
|                |                                    |                  |              |              |             |             |  |
| Inscrits       | Inscrits                           | Inscrits         | 19 494       | 100,00       | 19 494      | 100,00      |  |
| Abstentions    | Abstentions                        | Abstentions      | 13 319       | 68,32        | 13 103      | 67,22       |  |
| Votants        | Votants                            | Votants          | 6 175        | 31,68        | 6 391       | 32,78       |  |
| Blancs et nuls | Blancs et nuls                     | Blancs et nuls   | 243          | 3,94         | 374         | 5,85        |  |
| Exprimés       | Exprimés                           | Exprimés         | 5 932        | 96,06        | 6 017       | 94,15       |  |

#### Deuxième circonscription (Saint-Laurent-du-Maroni)
| Candidat       | Candidat                    | Parti          | Premier tour | Premier tour | Second tour | Second tour |  |
| Candidat       | Candidat                    | Parti          | Voix         | %            | Voix        | %           |  |
| -------------- | --------------------------- | -------------- | ------------ | ------------ | ----------- | ----------- |  |
|                | Léon Bertrand sortant réélu | UMP            | 5 452        | 49,49        | 7 169       | 64,46       |  |
|                | Jean-Étienne Antoinette     | Walwari        | 2 053        | 18,64        | 3 952       | 35,54       |  |
|                | Chantal Berthelot           | PSG            | 1 353        | 12,28        |             |             |  |
|                | Maurice Pindard             | MDES           | 660          | 5,99         |             |             |  |
|                | Christian Epailly           | Divers droite  | 442          | 4,01         |             |             |  |
|                | Sandrine Espera Leroy       | FN             | 406          | 3,69         |             |             |  |
|                | Dominique Nugent            | Divers gauche  | 303          | 2,75         |             |             |  |
|                | Benoît Bechet               | Régionaliste   | 207          | 1,88         |             |             |  |
|                | Georges Morvan              | Divers gauche  | 95           | 0,86         |             |             |  |
|                | Maurice Willenbucher        | MNR            | 45           | 0,41         |             |             |  |
|                |                             |                |              |              |             |             |  |
| Inscrits       | Inscrits                    | Inscrits       | 32 291       | 100,00       | 32 290      | 100,00      |  |
| Abstentions    | Abstentions                 | Abstentions    | 20 890       | 64,69        | 20 499      | 63,48       |  |
| Votants        | Votants                     | Votants        | 11 401       | 35,31        | 11 791      | 36,52       |  |
| Blancs et nuls | Blancs et nuls              | Blancs et nuls | 385          | 3,38         | 670         | 5,68        |  |
| Exprimés       | Exprimés                    | Exprimés       | 11 016       | 96,62        | 11 121      | 94,32       |  |